# Robert-Espagne
Robert-Espagne é uma comuna francesa na região administrativa de Grande Leste, no departamento de Meuse. Estende-se por uma área de 7,33 km². Em 2010 a comuna tinha 826 habitantes (densidade: 112,7 hab./km²).